# 더블린 왕국
뒤플린(고대 노르드어: Dyflin), 또는 더블린 왕국(영어: Kingdom of Dublin)은 9세기 오늘날의 더블린 지역에 노르웨이 출신의 바이킹들이 상륙해 세운 국가로 브리튼 제도의 노르드계 국가들 중 가장 먼저 건국되었으며 또 가장 오래 존속하였다. 그 영토는 오늘날의 더블린주와 거의 일치한다. 더블린 왕국의 노르드인 국왕은 종종 오늘날의 잉글랜드 요크셔의 요르비크 왕국 국왕을 겸했다.
시간이 지나면서 더블린의 노르드인 지배자들은 점차 게일화되어 현지 게일인들과 동화되었다. 노르드 문화와 게일 문화의 혼합이 크게 이루어져 이들을 노르드게일인이라고 따로 부르기도 한다.
아일랜드 섬의 원주민인 게일인들은 여러 차례에 거쳐 노르드인들의 더블린 왕국을 공격했다. 902년 이바르 우어 이바르가 왕으로 재위할 당시 게일인들은 노르드인들을 일시적으로 축출했다. 이후 917년에 노르드인들이 더블린을 재정복했다. 988년에는 말 세크날 막 돔날이 더블린을 공격해 무너뜨리고 자신의 지배 하에 두었으나 그 뒤 브리안 보루마에게 폐위당했다.
11세기 중반부터 렌스터 왕국이 더블린에 영향력을 행사하기 시작했다. 1171년 잉글랜드의 노르만인들이 아일랜드 섬을 침공했고 이 때 더블린 왕국 마지막 왕 아스칼 막 라그날 멕 토르칼이 살해당하면서 더블린 왕국은 330년 만에 멸망했다. 그러나 더블린 일대 주민들은 그 뒤로도 얼마간 주위와의 차별성을 유지했다.